# 黃條魣
黃條魣為輻鰭魚綱鱸形目鯖亞目金梭魚科的其中一種，分布於西大西洋，從美國麻州至巴西；東大西洋，從塞內加爾至安哥拉海域，棲息深度可達100公尺，體長可達200公分，棲息在水淺、泥底質的海域、河口，成群活動，屬肉食性，以魚類、魷魚為食，可做為食用魚，具利齒，易造成創傷。